# روان‌گردان‌درمانی
روان‌گردان‌درمانی (به انگلیسی: Psychedelic therapy) به استفاده درمانی از داروهای روان‌گردان مانند ال‌اس‌دی، سیلوسایبین، دی‌ام‌تی و ام‌دی‌ام‌ای گفته می‌شود.
طبق تحقیقات صورت گرفته دانشمندان به این نکته پی بردند که مصرف مقدار مشخصی از روان‌گردان‌ها به همراه موسیقی نوستالژیک افراد می‌تواند تأثیر شگرفی در بهبود مشکلات روحی و افسردگی‌های شدید و بسیاری از بیماری‌ها داشته باشد. آنان طبق مشاهدات انجام گرفته متوجه این موضوع شده‌اند که این عمل باعث می‌شود به صورت لحظه‌ای فعالیت مغز به صد در صد برسد و مغز از حداکثر توان خود استفاده نماید. امید است این روش در آینده باعث تأثیر شگرف و درمان بسیاری از بیماری‌های ناعلاج باشد.